# Pirimetamina
La pirimetamina, que es ven sota el nom comercial Daraprim©, és un medicament utilitzat junt amb l'àcid folínic  per tractar la toxoplasmosi i la isosporosi. També s'utilitza amb la dapsona com a opció de segona línia per prevenir la pneumònia per Pneumocystis carinii en persones amb VIH/SIDA. Va ser utilitzat anteriorment per a la malària, però ja no es recomana a causa de la resistència. La pirimetamina es pren per via oral.
Els efectes secundaris comuns inclouen molèsties gastrointestinals, reaccions al·lèrgiques greus, depressió de la medul·la òssia. No s'ha d'utilitzar en persones amb deficiència de folat que hagi donat lloc a una anèmia. Hi ha la preocupació de que pugui augmentar el risc de càncer. Tot i que es fa servir ocasionalment durant l'embaràs no és clar si la pirimetamina és segura per al fetus. La pirimetamina es classifica com un antagonista de l'àcid fòlic. Funciona mitjançant la inhibició del metabolisme de l'àcid fòlic i, per tant, la fabricació de DNA.
La pirimetamina va ser descoberta el 1952 i va entrar en ús mèdic el 1953. Està en el llistat de medicaments essencials, els medicaments més importants que es necessiten en un sistema bàsic de salut de l'Organització Mundial de la Salut. Als Estats Units el 2015 on no estava disponible com un medicament genèric, el preu es va incrementar el preu d'una pastilla de 13,50 a 750 dòlars (75.000 dòlars per a un tractament d'un curs). En altres zones del món que està disponible com a genèric, costa tan poc com de 0,05 a 0.10 dòlars per dosi. A Espanya només es comercialitza com a Daraprim.